# Ivo Ban
Ivo Ban, slovenski gledališki in filmski igralec, * 19. maj 1949, Slovenj Gradec.
Ban je po končanem študiju dramske igre na Akademiji za gledališče, radio, film in televizijo leta 1972 postal član Slovenskega ljudskega gledališča Celje, leta 1975 pa član Slovenskega narodnega gledališča Drama Ljubljana, kjer se je upokojil leta 2016.
Igra predvsem izostrene ali karakterne dramske like. Je večkratni prejemnik Borštnikove nagrade in Borštnikovega prstana.

## Filmografija

### Filmi
- Zastoj (2021): sosed Miro
- Skupaj (2018, TV): Jože
- Štiri stvari, ki sem jih hotel početi s tabo (2015, TV): Uršin oče
- Avtošola (2015, TV): Stane
- Srečen za umret (2013): Vinko
- Odpadnik (1988): Oto Kern
- Moj ata, socialistični kulak (1987): Vanč
- Dediščina (1985)
- Rdeči boogie ali Kaj ti je deklica (1982): Jan
- Brucka (1981, TV)

### TV serije
- V imenu ljudstva (2020, 1. sezona): Edo Glavan
- Jezero (2019): Brane Mihelič
- Reka ljubezni (2019): Ferdo Kosovinc
- Gorske sanje (2018): Tavčar
- Balkan Inc. (2006)
- Ante ali prispevki za življenjepis A. Jereba (1982)

## Nagrade
- Zlata ptica Zveza socialistične mladine Slovenije, 1976 - Rado Jesih Brucka ali Obdobje prilagajanja (EG Glej)
- Severjeva nagrada, 1981: Župnik Cankar Hlapci (DLj), Jurij Šeligo Svatba (PG Kranj), Vanek Havel Protest, Kohout Atest (Drama Ljubljana)
- Nagrada Prešernovega sklada, 1983: Jan Godina Rdeči Boogie ali Kaj ti je deklica
- Župančičeva nagrada, 1986: Robespierre Przybyszewska Dantonov primer, Vaeinaemoeinen Zajc Kalevala (Drama Ljubljana)
- 5 Borštnikovih nagrad: 1988 za vlogo Puntile (Brecht Gospod Puntila in njegov hlapec Matti, SNG Drama Ljubljana); 1994 za vlogo Kantorja (Cankar Kralj na Betajnovi, PDG Nova Gorica); 1995 za vlogo Polonija (Shakespeare Hamlet, SNG Drama Ljubljana); 2001 za vlogo Jacka (McPherson Jez, SNG Drama Ljubljana); 2003 za vlogo Porfirija Petroviča (Dostojevski/Wajda Zločin in kazen, PPF Koper)
- Borštnikov prstan (1996)
- nagrada bert (2022)